# 권교정
권교정(1974년 3월 29일 ~ )은 대한민국의 여성 만화가이다. 경상남도 밀양시에서 태어났다. 홍익대학교 수학교육과를 졸업하였다. 별명은 "킹교" 또는 "GYO"이다.

## 작품 활동
권교정은 비슷한 시기에 데뷔한 만화가들과 달리 아마추어 활동이나 잡지 연재 없이 1996년에 《헬무트》를 대화기획에서 단행본으로 발표하면서 데뷔하였으며, 《어색해도 괜찮아》도 1997년에 같은 출판사에서 단행본으로 발표하였다. 출판사가 제대로 원고료를 지급하지 않자 공모전에 응모하게 되었고 1997년에 〈메르헨, 백설공주의 계모에 관한〉으로 제1회 이슈 · 화이트 슈퍼 만화대상 하이틴 부문에서 가작을 수상하면서 잡지에 작품을 연재할 기회를 얻었다.
〈피리 부는 사나이〉 3부작을 잡지에 연재하면서 《어색해도 괜찮아》도 계속 집필하였으나 대화기획이 부도가 나면서 1권만 발행되었고, 1998년에 만화세상에서 다시 발행되었나 3권으로 중단되었다. 2001년에 학산문화사의 월간 만화 잡지 《쥬티(Zooty)》에서 연재가 재개되었으며, 단행본은 다시 1권부터 발행되어 2002년에 5권으로 완결되었다.
2000년부터는 《제멋대로 함선 디오티마》를 대원씨아이의 여성 만화 잡지 《화이트》에 연재하기 시작하였으나 《화이트》의 폐간으로 연재는 중단되고 단행본은 2권까지만 발행되었다. 2005년부터 여성 만화 잡지 《허브》에서 다시 연재하였으나 《허브》 또한 폐간되어 다시 연재가 중단되었다. 2007년부터 《판타스틱》  10월호에 연재를 재개하고 길찾기에서 단행본을 다시 발행되면서 2008년에는 대한민국 만화대상에서 우수상을 수상하기도 하였으나, 2009년에 페이퍼하우스가 잡지의 발행을 포기하고 시공사가 인수, 재발행 과정에서 연재가 중단되었다.
씨앤씨 레볼루션의 만화 잡지 《계간만화》 2004년 가을호에 발표하였던 24쪽 단편 《왕비님 이야기》를 2005년에 단행본으로 발행하였다. 단편집을 발행하는 일은 흔한 일이지만 컬러 단편을 양장본으로 내는 것은 이례적인 일이었다.
2006년 9월부터는 《청년 데트의 모험》을 씨앤씨 레볼루션에서 운영하는 웹사이트 코믹뱅에 연재하기 시작하였다. 현재 단행본은 5권까지 발행되었다. 또한 2007년에는 《허브》에 연재했던 《왕과 처녀》를 발행하였다. 《왕과 처녀》는 〈페라모어 이야기〉, 《청년 데트의 모험》과 함께 일명 "데트 3부작"의 하나로 《청년 데트의 모험》의 후일담이다.
2011년 대장암 검진을 받고 항암 치료로 모든 연재를 중단하였으나, 2012년부터 항암 치료를 마치고 소설 연재로 작품 활동을 재개하였다.
2014년 암이 재발하여 항암치료를 다시 시작하였다.
2015년 1월 인터넷 서점 알라딘 커뮤니케이션에서 소설 더킹(The King) 예약 판매를 시작하였다.
2017년 3월 기존에 출판되었던 여러 단편 외 미공개 단편「지그문트의 겨울」을 새로이 수록한《권교정 단편집》을 출간하였다.

## 작품 목록
| 제목                   | 연재 매체                | 출판 연도       | 출판사             | 권수 | 비고                        |
| ---------------------- | ------------------------ | --------------- | ------------------ | ---- | --------------------------- |
| 헬무트                 |                          | 1996년 ~ 1997년 | 도서출판 대화기획  | 5권  |                             |
| 헬무트                 | 2000년                   | 도서출판 대원   | 4권                |      |                             |
| 어색해도 괜찮아        |                          | 1997년          | 도서출판 대화기획  | 1권  |                             |
| 어색해도 괜찮아        | 1998년                   | 만화세상        | 3권                |      |                             |
| 어색해도 괜찮아        | 2001년 ~ 2002년          | 학산문화사      | 5권                | 완결 |                             |
| 적월전기               |                          | 1998년          | 도서출판 대원      | 1권  | 단편집                      |
| 정말로 진짜!           |                          | 1998년 ~ 1999년 | 도서출판 대원      | 3권  |                             |
| 정말로 진짜!           | 2003년                   | 시공사          | 3권                | 완결 |                             |
| 붕우                   |                          | 1999년          | 도서출판 대원      | 1권  | 단편집                      |
| 붕우                   | 2003년                   | 시공사          | 1권                |      |                             |
| Gyo의 Real Talk        |                          | 1999년          | 도서출판 대원      | 1권  | 단편집                      |
| 제멋대로 함선 디오티마 | 화이트 → 허브 → 판타스틱 | 2000년          | 대원씨아이         | 2권  |                             |
| 제멋대로 함선 디오티마 | 화이트 → 허브 → 판타스틱 | 2007년 ~ 2008년 | 도서출판 길찾기    | 4권  |                             |
| 올웨이즈               | 케이크                   | 2001년          | 시공사             | 1권  |                             |
| 피리 부는 사나이       |                          | 2003년          | 시공사             | 1권  | 《적월전기》 일부 단편 포함 |
| 매지션                 |                          | 2011년          | 학산문화사, 개인지 | 2권  |                             |
| 마담 베리의 살롱       | 오후                     | 2004년          | 시공사             | 1권  |                             |
| 왕비님 이야기          | 계간만화                 | 2005년          | 절대교감           | 1권  | 컬러 단편                   |
| 왕과 처녀              | 허브                     | 2007년          | 도서출판 길찾기    | 1권  |                             |
| 청년 데트의 모험       | 코믹뱅                   | 2007년          | 씨앤씨 레볼루션    | 5권  |                             |
| 셜록                   | 월간 파티                | 2010년          | 학산문화사         | 2권  |                             |
| 염소치는 사람들        | 순애보 4권               | 2010년          | 대원씨아이         |      | 단편                        |
| The King (더 킹)       |                          | 2015년          | 학산문화사         | 3권  | 소설                        |
| 권교정 단편집          |                          | 2017년          | 학산문화사         | 1권  | 단편집                      |

## 게임 활동
- 월드 오브 워크래프트 - 한국 카르가스 서버의 호드 총사대의 길드 마스터이다.
- 리그 오브 레전드 - 욕설이 싫어 AI전만 즐기는 즐겜 유저. 소환사명은 안티페르이다.